# Pafawag 101N
Pafawag 101N (pierwotnie typ 17N, ostatecznie 101N i 101Na, seria EN94) – polskie normalnotorowe dwuwagonowe niskoperonowe elektryczne zespoły trakcyjne, wyprodukowane w zakładach Pafawag we Wrocławiu w latach 1968–1972 w liczbie 40 sztuk dla Warszawskiej Kolei Dojazdowej.
W 1968 powstał pojazd prototypowy, którego testy w latach 1969–1970 dostarczyły informacji o potrzebie wprowadzenia modyfikacji. W latach 1971–1972 wyprodukowano pozostałe składy, różniące się od pierwszego egzemplarza. Jednostkom nadano serię EN94 i pod koniec 1972 zastąpiły one poprzednio eksploatowane na linii WKD wagony serii EN80. W latach 1977–1991 skasowano pięć zespołów, które uległy wypadkom, natomiast w latach 1990–1994 wszystkie pozostałe pojazdy przeszły naprawy główne, podczas których wprowadzono kilka modyfikacji. W 2004, w związku z włączeniem do eksploatacji nowej jednostki serii EN95, przewoźnik wycofał z ruchu cztery starsze składy. W 2012 natomiast, wraz z wprowadzaniem do eksploatacji nowych zespołów serii EN97, jednostki serii EN94 zaczęto wycofywać i złomować na szerszą skalę. Ich eksploatacja została definitywnie zakończona 27 maja 2016, zaś pół roku później zaprezentowano pierwszy odrestaurowany egzemplarz muzealny.

## Geneza i produkcja

### Geneza

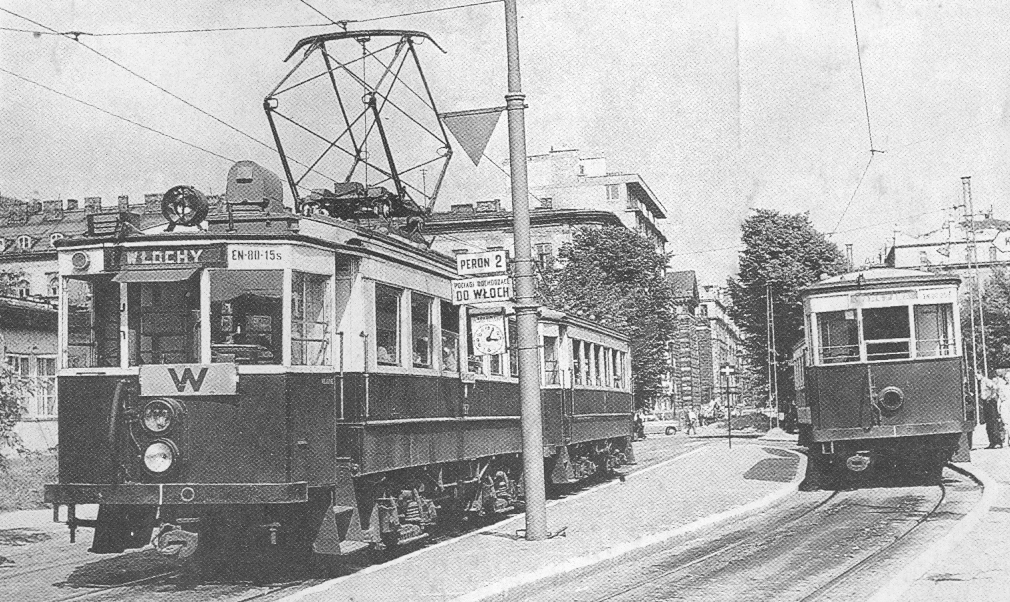
Wagony serii EN80 (1959)

W 1927 została uruchomiona linia Elektrycznych Kolei Dojazdowych, która łączyła Grodzisk Mazowiecki z Warszawą. Była ona obsługiwana wagonami silnikowymi i doczepnymi, które zazwyczaj łączono w pociągi składające się z wagonu silnikowego i jednej bądź dwóch doczep. W 1951 EKD włączono do PKP i zmieniono ich nazwę na Warszawska Kolej Dojazdowa, a pod koniec lat 50. wykorzystywanym wagonom nadano oznaczenie serii EN80.
W latach 60. władze Warszawy, ze względu na rosnący z roku na rok ruch samochodowy w mieście, podjęły decyzję o przebudowie systemu komunikacyjnego. Zmiany objęły m.in. linię WKD, którą w 1963 skrócono na odcinku miejskim i wprowadzono do wykopu linii średnicowej, tym samym integrując ją z resztą systemu transportowego miasta. Modernizacja linii wiązała się również z zastąpieniem przedwojennych wagonów. Po ponad 30 latach stały się one przestarzałe i były w złym stanie technicznym, przez co wysokie były koszty ich napraw. Ponadto w związku z rozbudową stolicy oraz powstawaniem nowych podwarszawskich osiedli mieszkaniowych wzdłuż linii WKD wzrastała liczba podróżnych, co dodatkowo przyczyniło się do decyzji o wymianie taboru WKD.
Rozważane były różne warianty, w tym koncepcja wykorzystania tramwajów na linii WKD, ale ostatecznie wybór padł na nowe pojazdy kolejowe. Zdawano sobie sprawę, że przez nietypowość linii budowa kilkudziesięciu nowych wagonów będzie kosztowna. W trakcie dyskusji dotyczącej pochodzenia taboru uznano, że państwa nie byłoby stać na sprowadzenie pociągów zagranicznych za dewizy, dlatego zdecydowano się na tabor produkcji krajowej wykorzystujący elementy wytwarzane seryjnie w Polsce.

### Projekt i produkcja prototypu

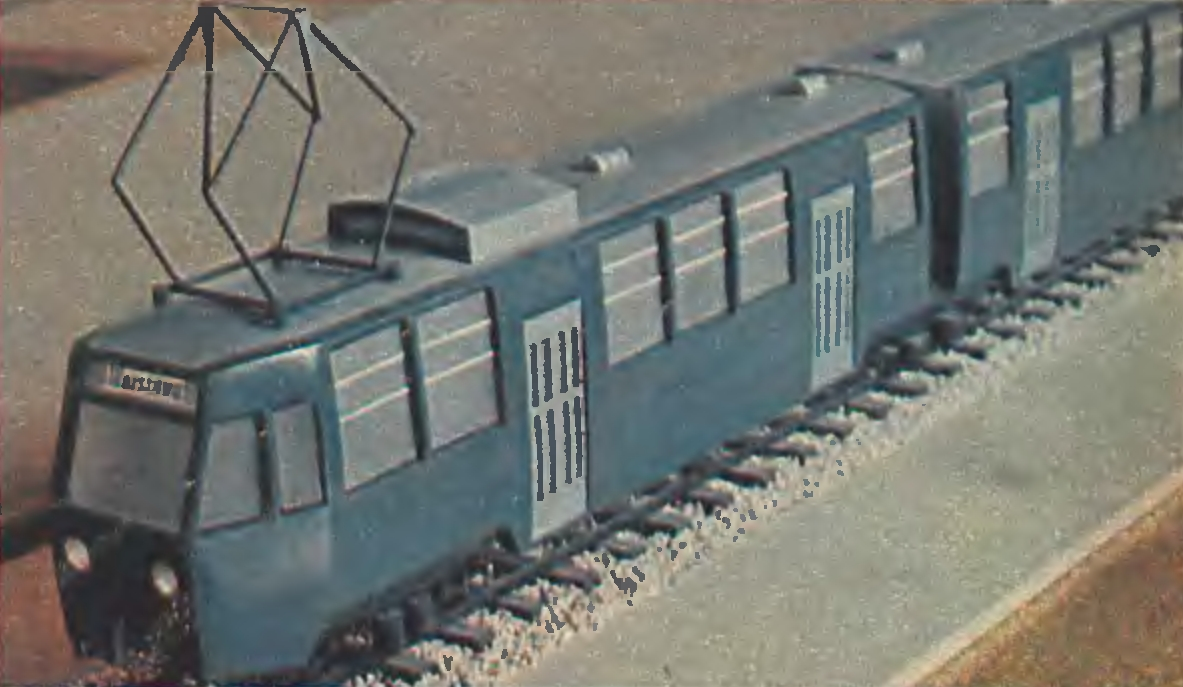
Model autorstwa IWP (1965)

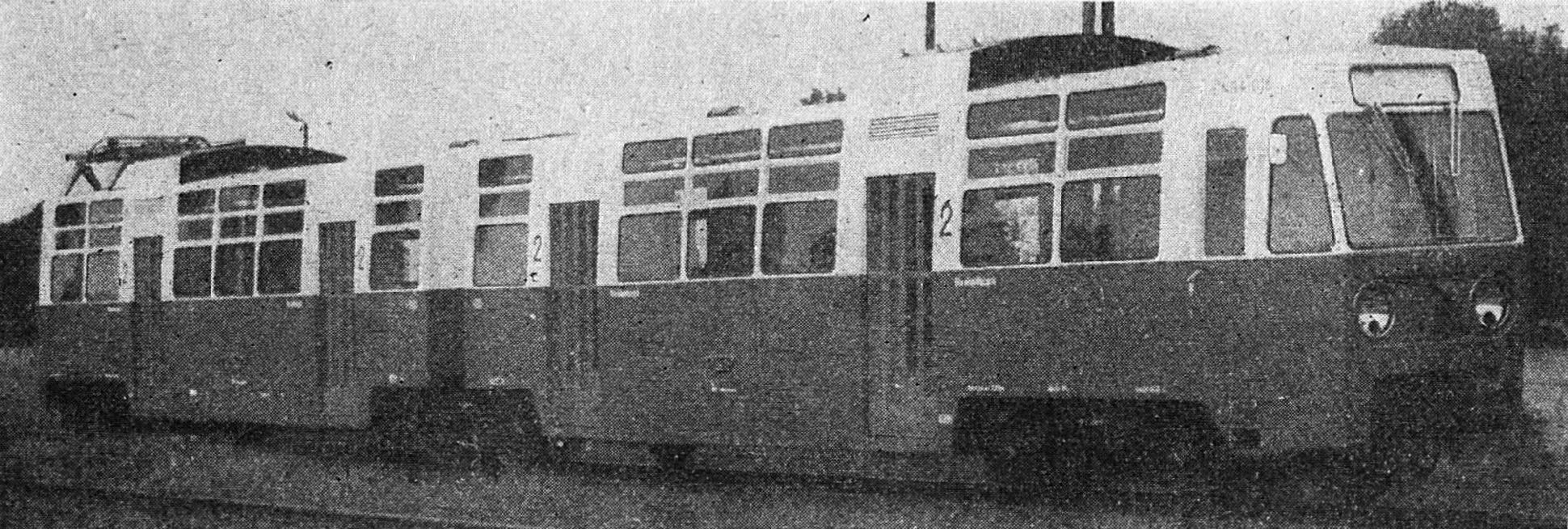
Prototyp EN94-01 (1968)

W 1963 zapadła decyzja o opracowaniu wytycznych dotyczących budowy nowego taboru dla WKD. W grudniu tego roku Centralny Zarząd Trakcji Ministerstwa Komunikacji powierzył to zadanie Centralnemu Ośrodkowi Badań i Rozwoju Techniki Kolejnictwa z Warszawy, a autorami koncepcji ukończonej w 1964 byli Jerzy Pakulicz i Michał Kelles-Krauss. W założeniach określono m.in. gabaryty i skrajnię zespołu, liczbę wózków, liczbę miejsc siedzących, liczbę, rodzaj i rozmieszczenie drzwi wejściowych, właściwości wybranych urządzeń oraz inne parametry elektroniczne i wytrzymałościowe. W tym samym roku projekt wstępny opracowali Romuald Łużny i Aleksander Płatkiewicz z Centralnego Biura Konstrukcyjnego Przemysłu Taboru Kolejowego z Poznania, po czym biuro to zwróciło się do Instytutu Wzornictwa Przemysłowego z propozycją opracowania wyglądu zewnętrznego pojazdu. Zadanie to zostało podjęte i zrealizowane w Zakładzie Środków Transportu IWP przez zespół, w skład którego wchodzili Ryszard Dworak, Andrzej Kasten, Józef Kandefer, Mieczysław Naruszewicz, Stanisław Peliwo i Karol Turski. Przedstawionych zostało 8 propozycji zewnętrza jednostki, po czym zostały one ocenione wspólnie z przedstawicielami przemysłu kolejowego i do dalszego opracowania wybrano jedną z nich. Następnie powstały rysunki techniczne uzasadniające technologiczną prawidłowość wybranego kształtu oraz dwa modele pojazdu w skali 1:50 i 1:20, a także opracowanie dotyczące technologii konstrukcji nadwozia i analiza struktury nośnej potwierdzające słuszność zastosowanych rozwiązań. Ponadto wykonane zostały różne koncepcje rozplanowania wnętrza i malowania pojazdu, mimo że zagadnienia te nie wchodziły w zakres zlecenia CBK PTK. W 1965 całość została przekazana Państwowej Fabryce Wagonów Pafawag z Wrocławia do dalszego opracowania i realizacji. Planowano wówczas, że jednostka prototypowa zostanie wykonana w 1966. Następnie pierwszy egzemplarz miał powstać w 1967, a rok później chciano uruchomić produkcję seryjną. Ostatecznie zespół Zakładowego Biura Konstrukcyjnego Pafawagu pod kierownictwem głównego konstruktora fabryki Janusza Zięby zakończył prace nad dokumentacją konstrukcyjną pojazdu w 1968. Prototypowy dwuczłonowy EZT ukończono w czerwcu tego samego roku. Pojazd ten, w porównaniu z taborem przedwojennym, miał dwukrotnie większe przyspieszenie i mógł pomieścić ponad dwukrotnie więcej pasażerów. Zakładano kursowanie pojedynczych zespołów lub zestawianie składów podwójnych.
Nowy pojazd dla WKD oznaczono pierwotnie typem konstrukcyjnym 17N. Występowała w nim litera N charakterystyczna dla tramwajów, gdyż jednostka ta była przystosowana do napięcia tramwajowego 600 V prądu stałego i przeznaczona do lokalnego transportu masowego. W 1964 weszła w życie norma branżowa BN-63/3500-03 z 1963, która wprowadziła nowe zasady nadawania typów. Zgodnie z nimi projektowany elektryczny zespół trakcyjny powinien otrzymać typ konstrukcyjny składający się z liczby i liter WE. Pojazd oznaczono jednak ponownie typem „tramwajowym” – 101N.

### Poprawki w projekcie i produkcja seryjna

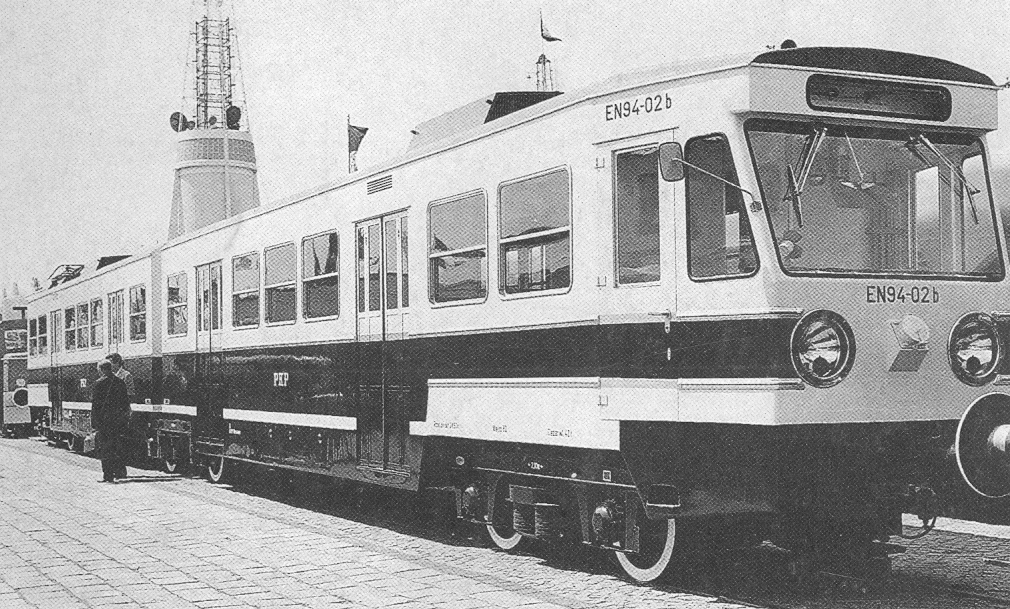
EN94-02 na MTP (1971)

W III kwartale 1968 prototypowa jednostka typu 101N przeszła badania fabryczne, a w IV kwartale pojazd ten, oznaczony jako EN94-01, dostarczono na sieć WKD i przekazano do prób na linii odbiorcy. W pierwszych dniach kwietnia 1969 zakończono testy, które przeprowadzono przez pracowników COBiRTK pod kierownictwem Jana Wierzejskiego przy współudziale konstruktorów z Pafawagu, a następnie skład rozpoczął próbną eksploatację z pasażerami. 24 kwietnia w Grodzisku Mazowieckim dokonano wstępnej oceny otrzymanych wyników badań, zaś 27 maja we Wrocławiu komisja główna producenta wnioskowała o rozpoczęcie produkcji seryjnej składu typu 101N. W czerwcu sfinalizowano zakup pierwszego egzemplarza, a 1 lipca formalnie wpisano go na stan. Po przejechaniu 40 tys. km skład został skierowany do producenta w celu wykonania rewizji wózków, po czym w grudniu powrócił do eksploatacji. W czasie testów wykonanych w latach 1969–1970 pojazd spotkał się z krytyką – wytknięto niefunkcjonalność niektórych rozwiązań nadwozia, przestrzeni pasażerskiej oraz kabin maszynisty. Ostatecznie zadecydowano o przebudowie i modernizacji tej jednostki oraz modyfikacji projektu następnych. W 1970 ZBK Pafawag, uwzględniając uwagi i życzenia podróżnych zebrane m.in. w postaci specjalnej ankiety, wykonało dokumentację zmodyfikowanej wersji oznaczonej typem 101Na. Obły kształt pudła zastąpiono prostym, cały zespół wydłużono o 1000 mm poszerzając każdą parę drzwi wejściowych w składzie o 250 mm, trzyczęściowe okna wymieniono na dwudzielne z opuszczaną górną częścią stosowane w zespołach serii EN57, a półki bagażowe zamontowano niżej.
W 1971 rozpoczęto produkcję seryjną na podstawie dokumentacji zespołu typu 101Na. W II kwartale tego samego roku ukończono jednostkę EN94-02, a w czerwcu pojazd ten zaprezentowano na Międzynarodowych Targach Poznańskich. Następnie skład skierowano do rozszerzonych prób fabrycznych. Po ich zakończeniu zespół miał zostać przekazany do eksploatacji we wrześniu, ale ostatecznie pojazd wszedł do użytku na początku 1972. Od kwietnia do końca 1972 wyprodukowano i dostarczono pozostałą część zamówionej serii, liczącą 38 jednostek, co pozwoliło całkowicie wycofać z eksploatacji wszystkie przedwojenne wagony EN80.
Zespoły serii EN94 były jedynymi pojazdami wyprodukowanymi przez Pafawag przystosowanymi do innego napięcia zasilania niż 3000 V prądu stałego.

## Konstrukcja

### Nadwozie

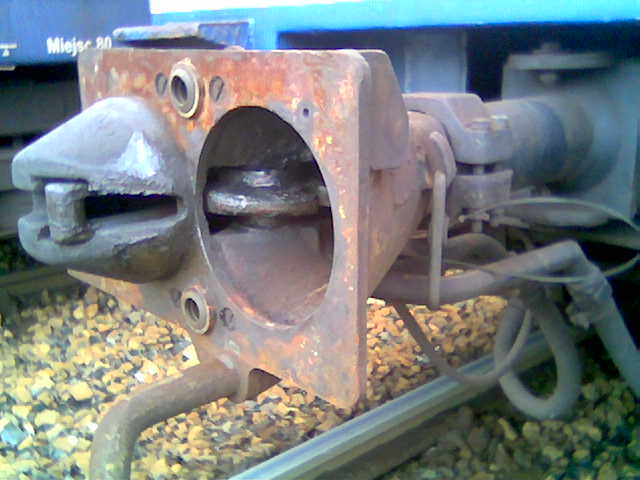
Sprzęg czołowy

Elektryczny zespół trakcyjny serii EN94 składał się z dwóch wagonów silnikowych oznaczonych literami a i b. Między wagonami znajdowało się przejście służbowe chronione i uszczelnione wałkami gumowymi. Na czołach wagonów na wysokości 930 mm ponad główką szyny zamontowano tzw. sprzęgi długie (samoczynne sprzęgi Scharfenberga), które umożliwiały połączenie zespołów w składy, a także gniazda sprzęgu elektrycznego pozwalające na jazdę zespołów w trakcji ukrotnionej. Nie było możliwości przejścia pomiędzy połączonymi jednostkami. Pojazdy tej serii były przystosowane do pokonywania ciasnych łuków, jakie można spotkać na liniach obsługiwanych przez WKD (minimalny promień łuku na trasie – 197 m, na terenie zaplecza technicznego – 22 m).
Pudło stalowe, stanowiące samonośną i całkowicie spawaną konstrukcję, zostało wykonane z profili giętych i tłoczonych oraz z giętych blach. Szkielety wagonów były poszyte przyspawanymi blachami stalowymi o podwyższonej odporności na korozję i o grubości 2 mm. Izolację termiczną stanowiły płyty ze styropianu, ściany i sufity wagonów były pokryte płytami wykładzinowymi „Unilam”, natomiast podłoga była pokryta winileum. Wszystkie okna wykonano ze szkła hartowanego o grubości 5 mm.

### Wnętrze i przestrzeń pasażerska

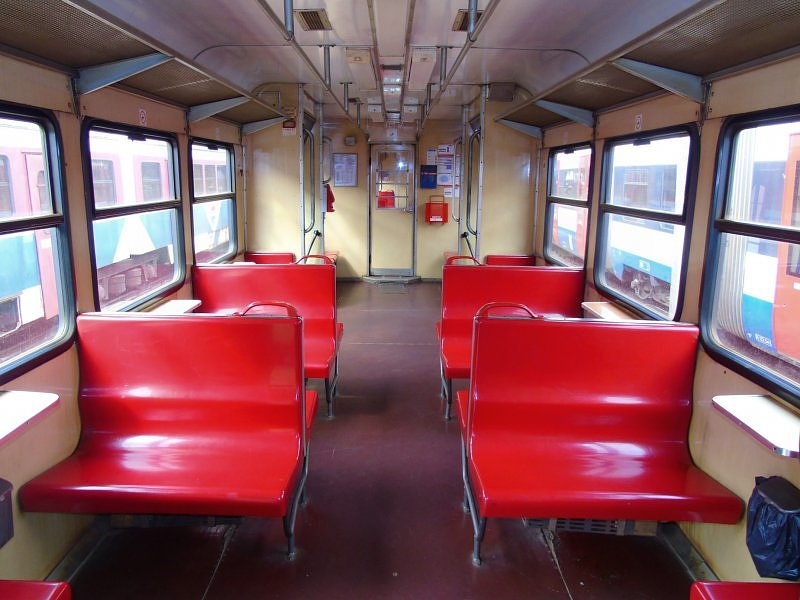
Wnętrze wagonu

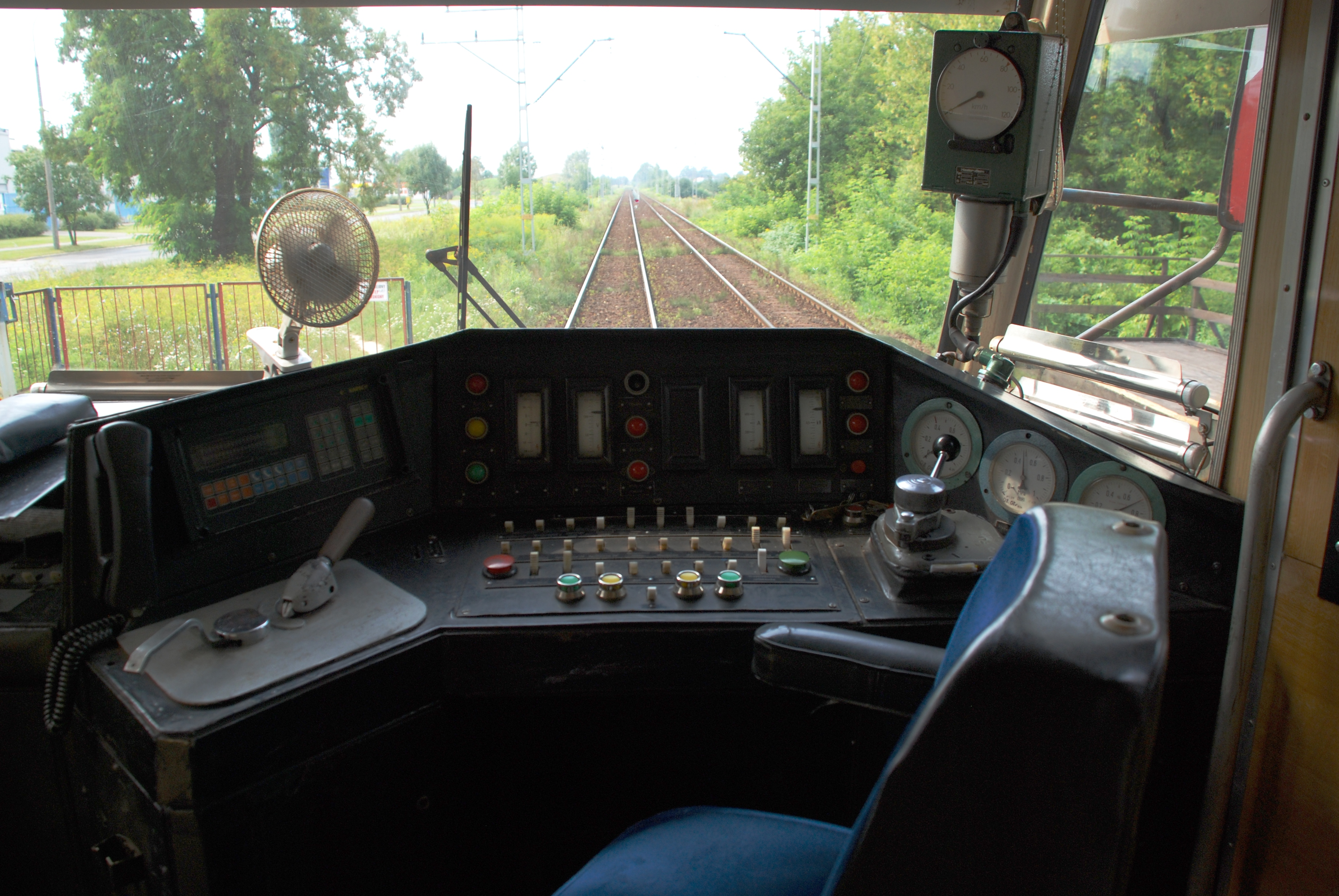
Pulpit maszynisty

Każdy z wagonów zespołu serii EN94 składał się z kabiny maszynisty oraz bezprzedziałowej części pasażerskiej.
Kabina została oddzielona od części pasażerskiej i stanowiła osobne pomieszczenie, z którego jedne drzwi pojedyncze prowadziły na zewnątrz pojazdu, a drugie dodatkowe drzwi służbowe dla kierownika pociągu prowadziły do wnętrza zespołu. W każdej kabinie znajdowała się aparatura sterownicza, hamulcowa i kontrolna, rozmieszczona w szafie pulpitu sterowniczego, mechanizm z taśmą informującą o relacji pociągu oraz dwa fotele z regulacją wysokości. Ponadto kabina w wagonie a miała pompkę ręczną do pneumatycznego podnoszenia pantografu, a w wagonie b składaną tyczkę uziemiającą i drążek ściągający. Szyby czołowe o wymiarach 1680×980 mm wyposażono w mechaniczne wycieraczki.
W przestrzeni pasażerskiej siedzenia były ustawione głównie rzędami w układzie 2+2, a szerokość przejścia pomiędzy nimi wynosiła 656 mm. Przy drzwiach wejściowych umieszczono pojedyncze siedzenia, a w tylnej części wagonu przy przejściu międzywagonowym wzdłuż ścian bocznych czteroosobowe ławki. Konstrukcja siedzeń składała się ze stalowego szkieletu rurowego na przykręcanych nogach wykonanych z profili aluminiowych. Na pokryciach ław umocowano uchwyty aluminiowe. Siedzenia początkowo były obite gumą piankową, jednak w ramach napraw głównych w latach 90. wymieniono je na twarde ławy plastikowe. Wzdłuż wagonów po obu stronach umocowano na odlewanych wspornikach półki bagażowe wykonane z profili aluminiowych, przeznaczone do przewozu bagażu podręcznego. Pod oknami znajdowały się małe stoliczki i śmietniczki. Sufity wagonów wyposażono w otwory wentylacyjne wywietrzników dachowych z przesłonami uruchamianymi dźwigienkami zlokalizowanymi obok okien.
Pojazdy nie były wyposażone w toalety, gdyż maksymalny czas podróży nimi nie przekraczał godziny. W przedsionkach wejściowych znajdowała się duża przestrzeń do stania dla pasażerów podróżujących na krótkich odcinkach oraz dla przygotowujących się do wysiadania, a także zakrywane drzwiami stopnie wejściowe umożliwiające wsiadanie z peronów o wysokości 250 mm ponad główką szyny. Harmonijkowe czterodzielne drzwi wejściowe jednostki prototypowej w jednostkach seryjnych poszerzono o 250 mm, co dało ich łączną szerokość 1223 mm i światło 1130 mm. Podczas modernizacji w latach 90. wszystkie jednostki otrzymały drzwi odskokowo-przesuwne.
Zastosowano oświetlenie jarzeniowe w postaci świetlówek o mocy 40 W każda. Ogrzewanie elektryczne każdego z wagonów stanowiły umieszczone pod siedzeniami 24 grzejniki o mocy 600 W każdy.

### Podwozie

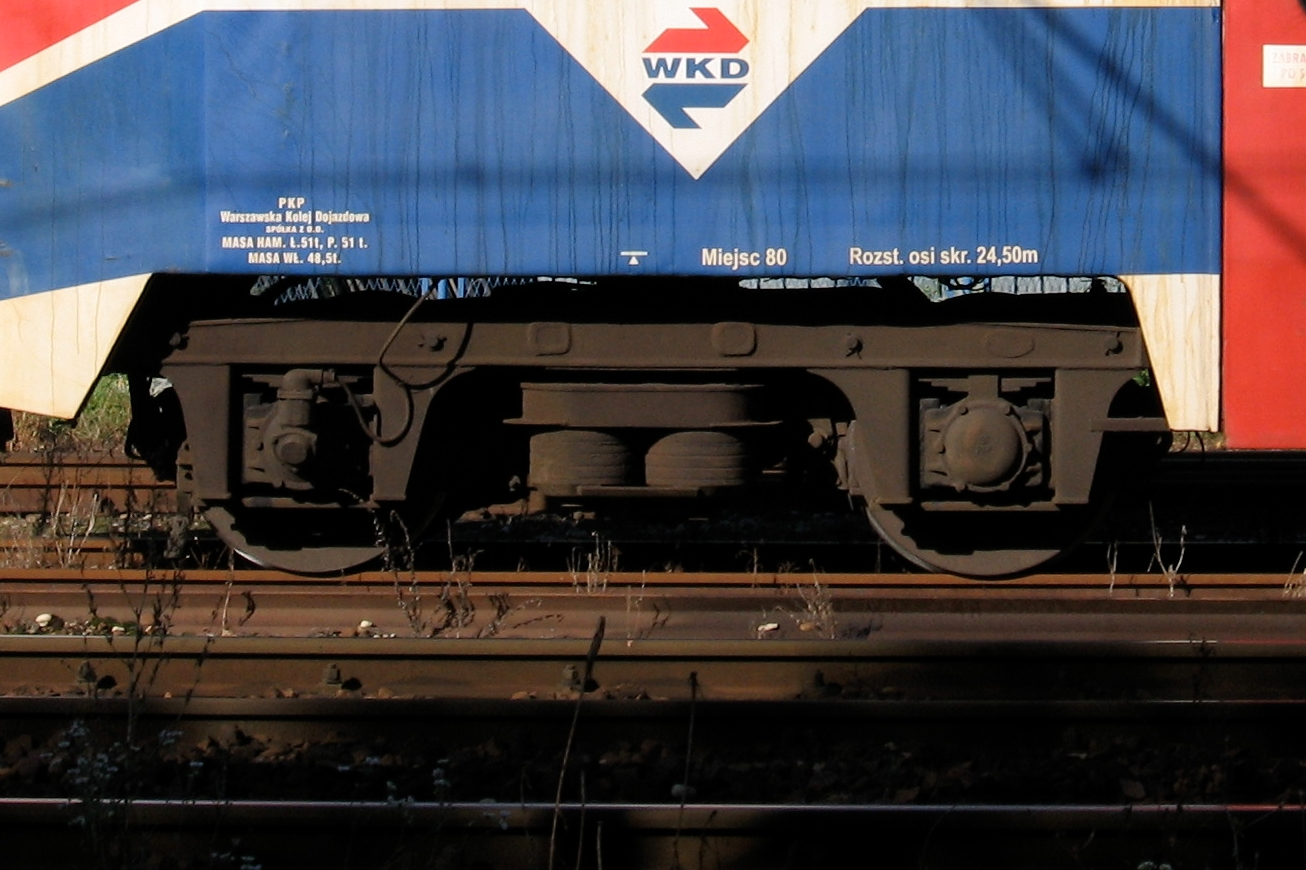
Wózek napędny

Każdy z wagonów zespołu EN94 był oparty na dwóch wózkach – skrajnym napędnym o rozstawie osi 2100 mm i środkowym tocznym wspólnym wózku Jakobsa o rozstawie osi 2550 mm. Każdy zestaw kołowy składał się z wału osiowego zakończonego czopami łożyskowymi o średnicy 120 mm i obręczowanych kół o nominalnych wymiarach obręczy: średnica 850 mm, szerokość 135 mm i grubość 75 mm. Jedna z osi każdego wózka napędnego przystosowana była do napędu prądniczki prędkościomierza.
Rozstaw czopów skrętu dla każdego z wagonów jednostki prototypowej wynosił 10 425 mm, zaś w przypadku zespołów seryjnych – 10 925 mm.

### Zasilanie i napęd
Prąd stały o napięciu 600 V, przesyłany linią napowietrzną, odbierany był przez pantograf zamontowany na dachu członu a. Napędzał on cztery silniki trakcyjne typu LKc-310 produkcji Dolmel Wrocław zawieszone na wózkach napędnych „za nos” oraz na ramie za pomocą wieszaków i gumowych amortyzatorów. Ich łączna moc ciągła wynosiła 226 kW, a łączna moc godzinna 258 kW. Zastosowany rozruch oporowy miał 11 stopni przy połączeniu szeregowym silników trakcyjnych oraz 6 stopni przy połączeniu równoległym. W chwili uruchomienia silników wszystkie opory rozruchowe były połączone szeregowo. Przeniesienie napędu na osie następowało za pomocą jednostronnej czołowej przekładni zębatej o przełożeniu 60:17=3,53.
Zespoły wyposażono w system hamulca pneumatycznego Oerlikon. Aparaturę wysokiego i niskiego napięcia umieszczono w szafach pod podłogą.

## Eksploatacja
| Państwo | Przewoźnik | Liczba | Typ   | Oznaczenie   | Lata eksploatacji |
| ------- | ---------- | ------ | ----- | ------------ | ----------------- |
| Polska  | WKD        | 0 (40) | 101N  | EN94-01      | 1969–1989         |
| Polska  | WKD        | 0 (40) | 101Na | EN94-02 ÷ 40 | 1972–2016         |

### Początki

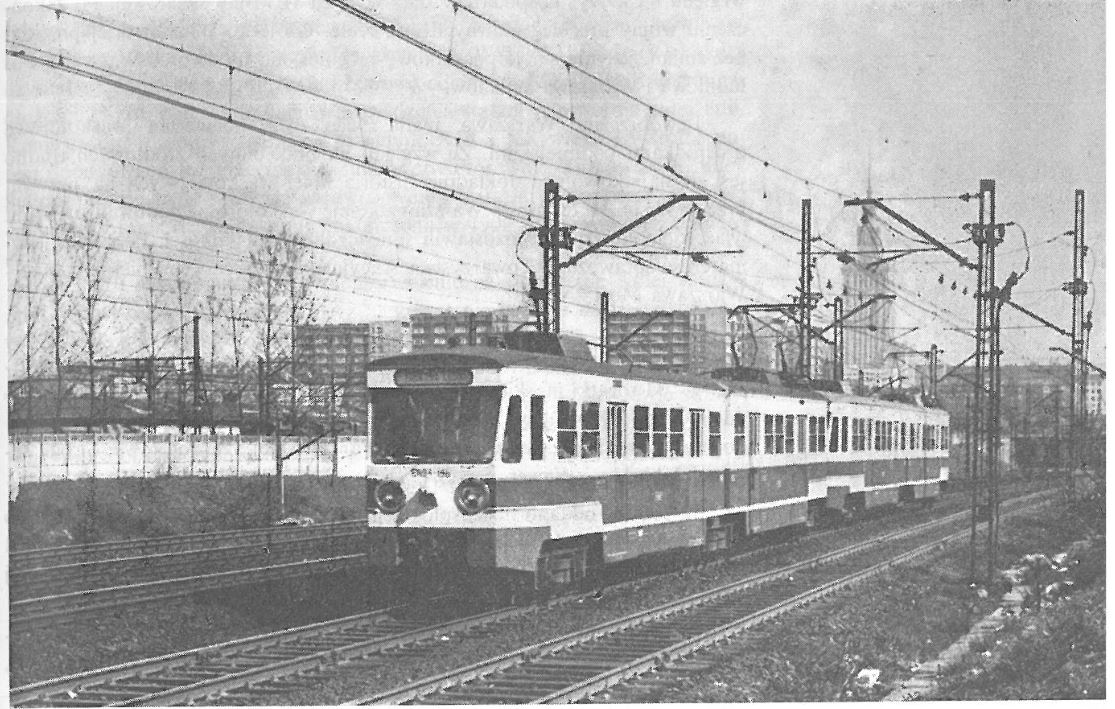
Dwa zespoły EN94 w okolicach przystanku Warszawa Ochota (1977)

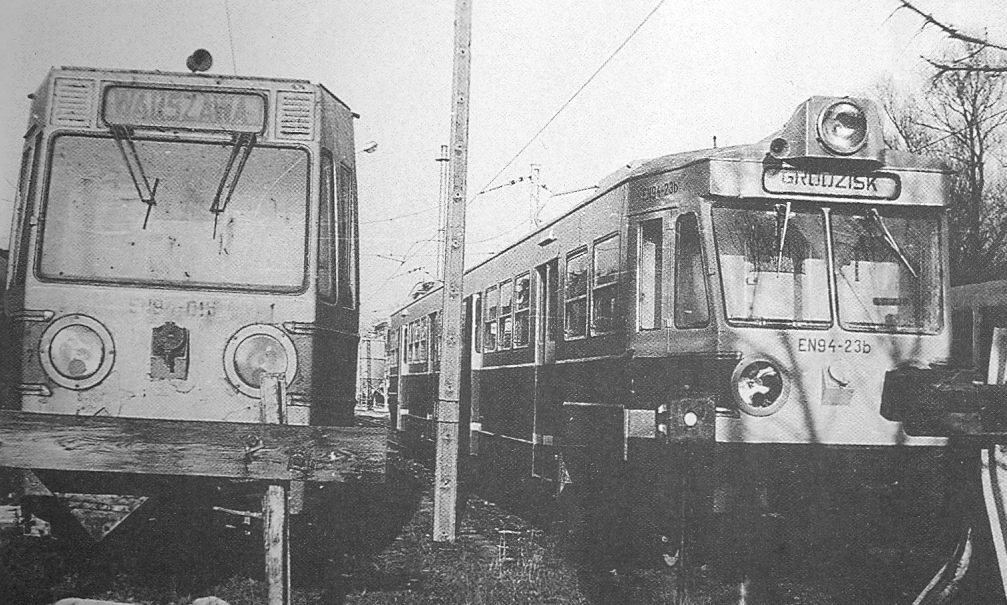
EN94-01 i EN94-23 na terenie zaplecza WKD (1988)

W latach 1969–1970 przeprowadzono próbną eksploatację jednostki prototypowej EN94-01. Ze względu na duże powierzchnie okien nazywano ją żargonowo akwarium bądź szklarnią. By upodobnić pierwszy pojazd do pozostałych, które dostarczono WKD w 1972, był on kilkukrotnie przebudowywany, m.in. wymieniono w nim okna na dwuczęściowe i zlikwidowano szyby w dolnej części drzwi wejściowych. Po spaleniu w 1976 egzemplarz w latach 1981–1982 przeszedł naprawę awaryjną, podczas której wprowadzono kolejne poprawki. 22 lutego 1989 pojazd o numerze 01 wpadł na betonowy kozioł oporowy na stacji Warszawa Śródmieście WKD, 1 września skreślono go z inwentarza, a następnie zezłomowano.
W kwietniu 1977 spłonęły wagony b jednostek o numerach 05 i 32. Ocalałe wagony a tych pojazdów połączono w jeden skład oznaczony jako EN94-32, zaś z uszkodzonych wagonów b stworzono zespół EN94-05 skreślony 15 listopada. Nie ustalono przyczyn tych pożarów, ale przypuszczalnie mogły nimi być niewłaściwie zaprojektowane obwody oświetlenia.
Z początkiem lat 80. WKD zaczęła wprowadzać w posiadanych pojazdach modyfikacje, z których większość przeprowadzono na jednostce EN94-23. W styczniu 1980 pojazd ten otrzymał trzeci reflektor na dachu oraz, jako pierwszy wagon na WKD, radiostację. Ponadto od marca do maja 1988 miał wydzielone ściankami działowymi przedsionki między drzwiami wejściowymi a przedziałami pasażerskimi. Zespoły serii EN94 od nowości pomalowane były w barwy kremowo-czerwone, ale w latach 1986–1988 malowano je różnymi odcieniami czerwonej farby i z tego względu można było spotkać jednostki np. o barwie wiśniowej lub brunatnej. Pod koniec lat 80. w kabinach maszynisty 21 pojazdów serii EN94 zamontowano dzielone na dwie części szyby czołowe. Na początku lat 90. podczas napraw głównych zaczęto wymieniać je z powrotem na duże jednoczęściowe. 
4 listopada 1986 jednostka EN94-02 zderzyła się z samochodem ciężarowym na przejeździe kolejowo-drogowym przy przystanku Grodzisk Mazowiecki Muzeum. W zdarzeniu zginęły 4 osoby, a biorący w nim udział skład 25 listopada 1986 został skreślony z inwentarza i w 1990 pocięty na złom. 13 kwietnia 1987 z ilostanu skreślono spalony pojazd o numerze 07. Przyczyną tego pożaru, podobnie jak w przypadku jednostek 05 i 32, prawdopodobnie były nieprawidłowości w obwodach oświetlenia.
2 marca 1991 o godz. 23:50 został podpalony zespół EN94-36, który po zakończonej pracy stał na torze postojowym stacji Podkowa Leśna Główna. Spłonął cały wagon a oraz część wagonu b, w związku z czym 18 kwietnia z inwentarza została skreślona cała jednostka, chociaż w rzeczywistości wagon b pozostawiono w zapasie.

### Pierwsze naprawy główne i modyfikacje

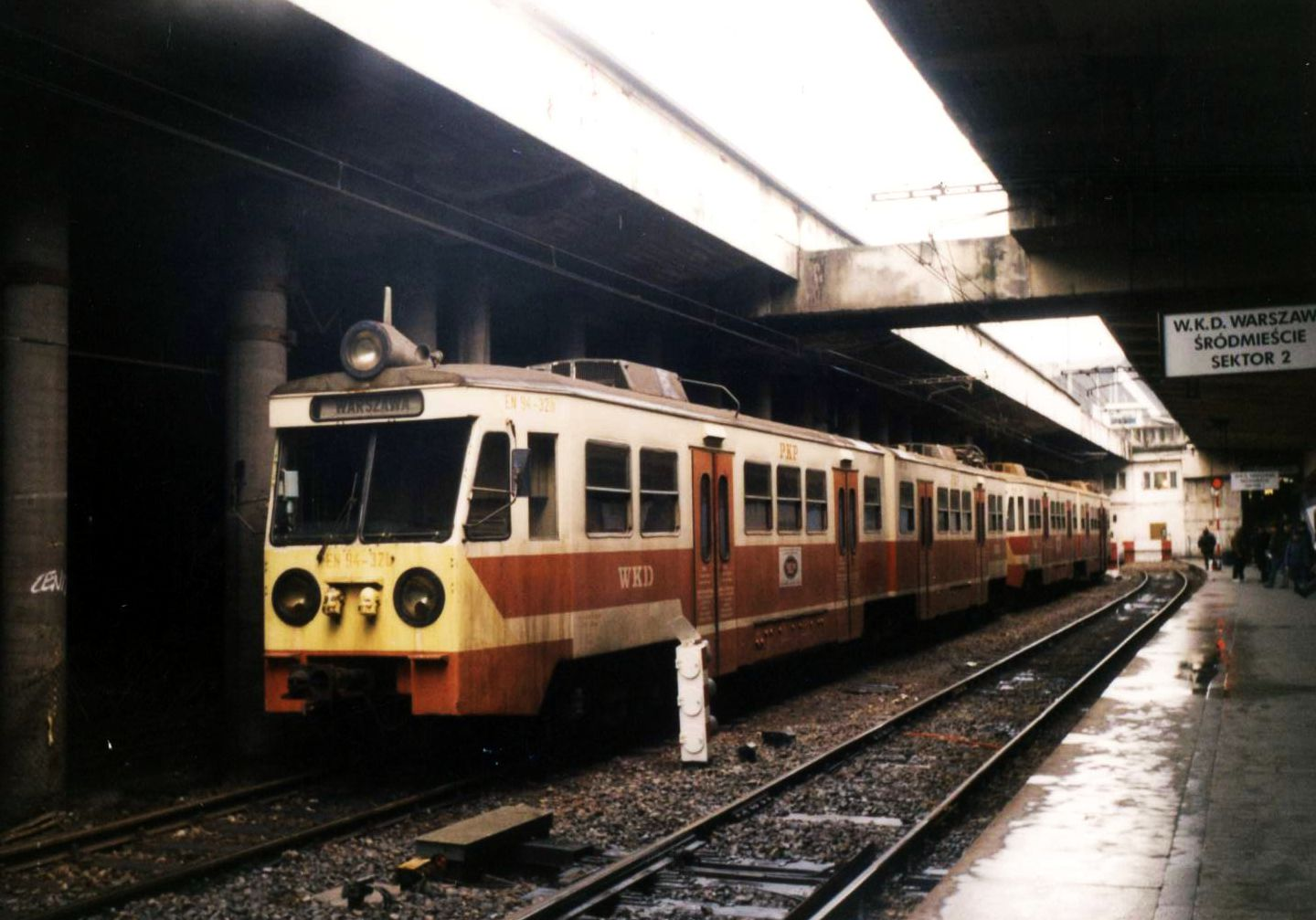
EN94-32 po naprawie głównej na stacji Warszawa Śródmieście WKD (1998)

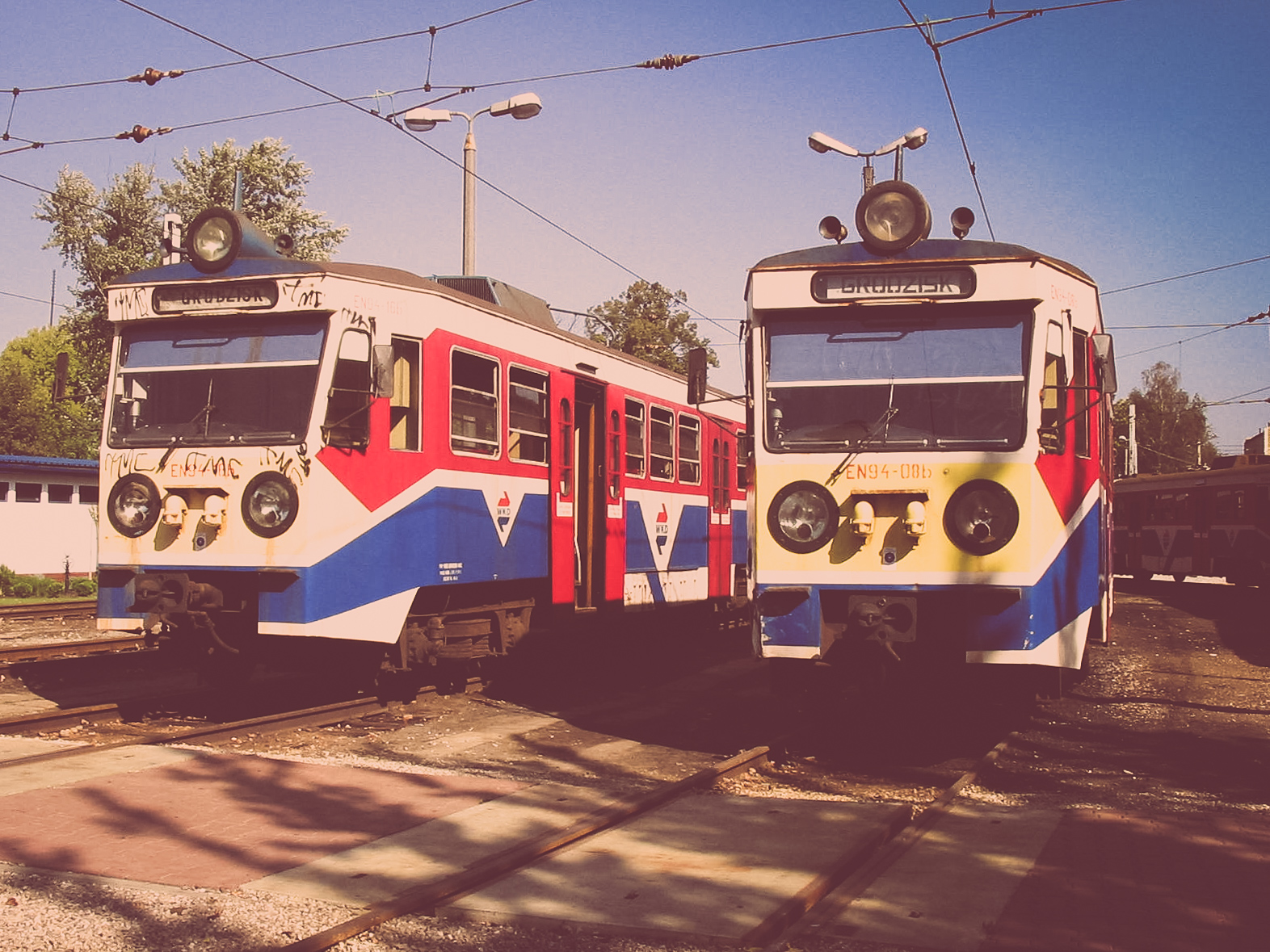
EN94-16 i 08 na terenie zaplecza WKD (2003)

Intensywna eksploatacja zespołów EN94 spowodowała, że w 1982 większość jednostek tej serii miała przebieg powyżej 1 mln km. Zgodnie z cyklem naprawczym pojazdów, w 1984 planowano rozpocząć ich naprawy główne w nowej hali przeglądowej przewoźnika. Budowa obiektu opóźniła się i ostatecznie został on oddany do użytku w 1986. 1 marca 1987 rozpoczęto naprawę główną jednostki EN94-22, jednak ze względu na brak odpowiedniego sprzętu i części zamiennych prace wstrzymano.
W 1990, w związku z nieprzystosowaniem WKD do przeprowadzania napraw głównych swojego taboru, zespoły serii EN94 zaczęto kierować do Zakładów Naprawczych Taboru Kolejowego w Bydgoszczy (obecnie Pesa) na naprawy główne połączone z modernizacją, której zakres został uzgodniony z Centralnym Biurem Konstrukcyjnym Taboru Kolejowego z Poznania. W tym roku do Bydgoszczy wysłane zostały pierwsze trzy pojazdy: 11 lipca – EN94-12, 22 października – EN94-11, a 28 grudnia – EN94-22. Ich powrót na WKD był początkowo planowany w lutym 1991, ale ostatecznie pierwsza jednostka, którą była EN94-12, została dostarczona do Grodziska 1 maja. 25 czerwca powrócił również zespół o numerze 22, jednak 6 sierpnia obydwie wówczas naprawione jednostki ponownie wysłano do Bydgoszczy na naprawę gwarancyjną. Składy powracające z ZNTK sprawiały różne problemy, których naprawa w zapleczu WKD trwała kilka tygodni. Najwięcej usterek dotyczyło nowych drzwi, jednak zdarzały się również poważniejsze awarie. W związku z nimi ZNTK wysłały do Grodziska ponad 30-osobowy zespół, którego zadaniem było usuwanie występujących usterek w miejscu stacjonowania taboru.
Wykonano naprawy główne wszystkich 35 istniejących wówczas jednostek serii EN94. W 1991 wyremontowano 6 zespołów, w 1992 naprawiono 9 pojazdów, w 1993 również 9, a w 1994 wykonano 11 napraw. Ostatnimi wyremontowanymi zespołami były pojazdy EN94-25 i 26, których naprawę główną ukończono 21 grudnia 1994. Podczas remontów usunięto listwy zewnętrzne, dodano trzeci, górny reflektor, zmieniono niedomykające się czteroczęściowe drzwi harmonijkowe na dwuskrzydłowe odskokowo-przesuwne, dodano drugie gniazdo sterowania wielokrotnego na czole oraz poprawiono i rozbudowano wyposażenie elektryczne. Kabiny maszynistów, w których wymieniono pulpity sterownicze, zostały powiększone kosztem przestrzeni pasażerskiej. Zmianie uległo ponadto malowanie. Pozostawiono dotychczasowe tradycyjne kremowe i wiśniowe pasy, ale, ze względu na obowiązujące w latach 90. przepisy, czoła przemalowano na żółto, co miało na celu zwiększenie bezpieczeństwa.
W 2001, w związku z wydzieleniem WKD ze struktur PKP, rozpoczęto przemalowywanie zespołów w nowe kremowo-niebiesko-czerwone barwy WKD. W grudniu 2001 jako pierwsza otrzymała je w ramach planowej naprawy okresowej jednostka EN94-13. W latach 2001–2002 we wszystkich zespołach serii EN94 wymieniono kasowniki, od 2002 do 2006 zamontowano w nich nowe przetwornice, natomiast w latach 2003–2008 okna wymieniono na przyciemniane uchylne. Wszystkie pojazdy doposażono w monitoring, a większość otrzymała nowe sprężarki śrubowe.

### Wycofywanie z ruchu

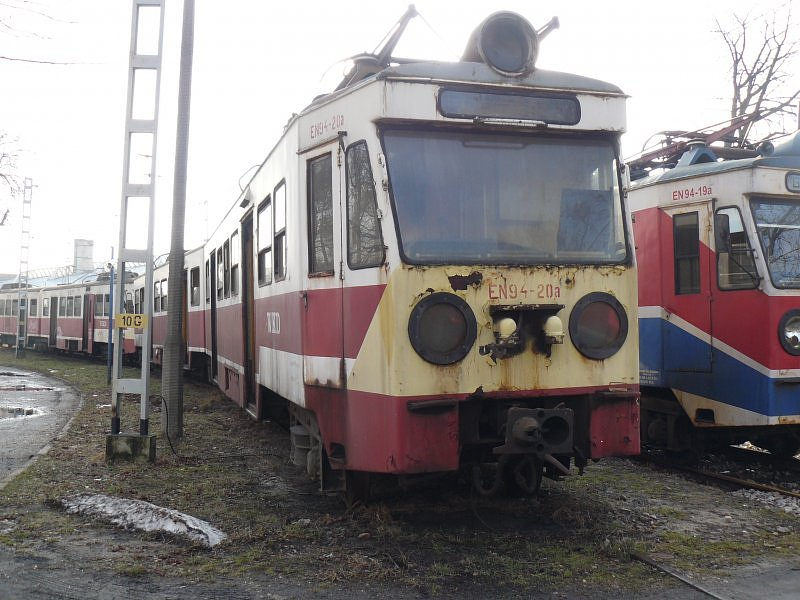
EN94-20 i 29 przygotowane do złomowania (2009)

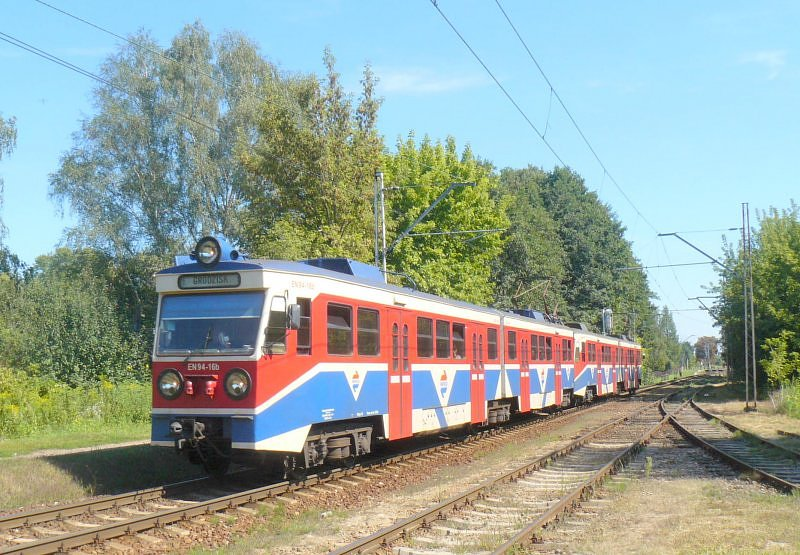
Skład EN94-16+35 kończy bieg w Grodzisku Mazowieckim (2014)

W 2004, w związku z kupnem zespołu EN95-01, odstawiono składy o numerach 11, 12, 20 i 29. W tym samym roku skasowano jednostki 11 i 12, natomiast zespoły 20 i 29 do kasacji w kwietniu 2009 służyły jako dawcy części zamiennych dla pozostałych jednostek tej serii. Z 40 zakupionych przez WKD jednostek serii EN94 do końca 2009 zachowało się 31.
18 czerwca 2010 pojazd EN94-38 nieopodal przystanku Warszawa Raków uderzył w pracującą przy torach koparkę, po czym został odstawiony. W styczniu 2012 natomiast rozpoczęto eksploatację zespołów serii EN97 i stopniowe wycofywanie EN94. W związku z tym oraz ze względu na zakres uszkodzeń odstawionej jednostki EN94-38 została ona zezłomowana na przełomie marca i kwietnia 2012.
W 2012 rozpoczęto również planowe odstawianie zespołów serii EN94. Przez konieczność przeprowadzenia napraw głównych tych pojazdów oraz rozpoczęcie eksploatacji składów EN97 początkowo odstawiono 8 egzemplarzy o numerach 06, 14, 19, 21, 22, 24, 30 i 31. W czerwcu 2012 spółka wystawiła na sprzedaż trzy jednostki o numerach 14, 21 i 22, które zostały pocięte w lipcu i sierpniu. W sierpniu natomiast sprzedano dwie następne o numerach 24 i 31, których fizyczna likwidacja miała miejsce we wrześniu. W tym samym roku ze względu na planowaną zmianę napięcia na linii WKD z 600 na 3000 V prądu stałego, a tym samym całkowite wycofanie serii, zaczęto ograniczać wykonywanie napraw rewizyjnych. Wycofano się jednak z tego pomysłu i przerwano kasacje, gdy wynikły problemy ze składami EN97, a zmiana napięcia opóźniła się. Do ruchu przywrócono wszystkie wcześniej odstawione jednostki EN94 wymagające naprawy rewizyjnej z wyjątkiem zespołów o numerach 06, 19 i 30 wymagających naprawy głównej, gdyż dla nich nawet naprawa rewizyjna była nieopłacalna i w związku z tym służyły one jako magazyn części zamiennych dla pozostałych egzemplarzy tej serii. Pod koniec 2012 przewoźnik miał 25 sztuk EN94.
W 2013 WKD odstawiała składy, które wymagały naprawy głównej bądź dla których naprawa rewizyjna była nieopłacalna. Jednostki te nie były kasowane, tylko były dawcami części zamiennych. W związku z tym pod koniec 2013 przewoźnik dysponował, podobnie jak rok wcześniej, 25 jednostkami tej serii.
W 2014 skasowano EN94-19 i 30 odstawione dwa lata wcześniej. W lipcu eksploatowano 20 pojazdów EN94. Pod koniec sierpnia jednostka EN94-09 zakupiona przez Komendę Wojewódzką Państwowej Straży Pożarnej w Warszawie została przetransportowana na podległy jej poligon Ośrodka Szkolenia w Pionkach.
Na początku 2015 do kasacji odstawiono zespoły EN94-04, 16, 32 i 33. Pod koniec lutego 2015 przewoźnik ogłosił sprzedaż jako złom kolejnych dwóch jednostek o numerach 27 i 28, które pocięto w kwietniu. Na początku maja natomiast podjęto decyzję o złomowaniu składów o numerach 06, 10 i 13. 1 lipca 2015 jednostki serii EN94 zostały wycofane z ruchu na czas wakacyjnego remontu toru między Warszawą i Komorowem ze względu na mniejsze uruchomienie linii WKD, do której obsługi wystarczające były wówczas składy serii EN97. Tydzień później na sprzedaż zostały wystawione składy o numerach 16 i 32. W lipcu do kasacji odstawiono również EN94-15, a w październiku na sprzedaż wystawiono egzemplarze o numerach 15, 33 i 37.
Pod koniec października 2015 w eksploatacji było 9 zespołów EN94, z których 8 było zestawionych w 4 składy o numerach 08+35, 17+34, 25+40 i 26+39, a 9. o numerze 23 stanowił rezerwę. Przewoźnik planował wówczas zachować co najmniej jeden egzemplarz do celów muzealnych, ale nie było brane pod uwagę przywracanie fabrycznego wyglądu.

### Ostateczne zakończenie eksploatacji

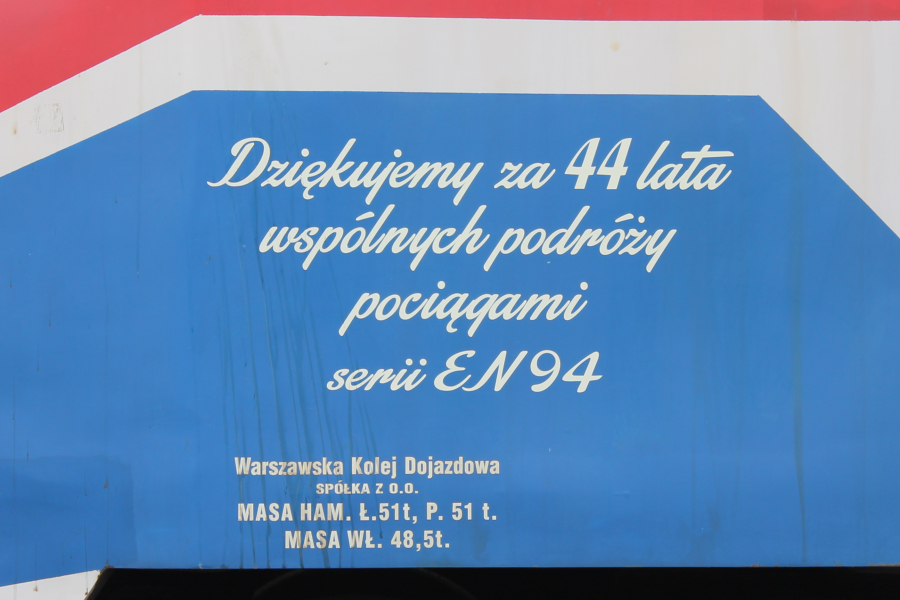
Napis okolicznościowy na zespole EN94-25 (maj 2016)

W połowie lutego 2016 poinformowano, że nowe jednostki typu 39WE dostosowane do napięcia 3000 V DC mają zostać dostarczone w okresie od kwietnia do sierpnia 2016. Rozpoczęcie ich eksploatacji wymusiłoby zmianę napięcia zasilania na liniach WKD i całkowite wycofanie z ruchu pojazdów serii EN94. 1 marca przewoźnik podał, że zmiana napięcia i zakończenie eksploatacji jednostek EN94 będą miały miejsce na początku maja. W przypadku opóźnienia w dostawie pierwszego pojazdu 39WE brany był pod uwagę również koniec maja. Pod koniec marca przewoźnik poinformował, że zostanie zorganizowane pożegnanie wycofywanych pojazdów. W połowie kwietnia natomiast, w związku z przeniesioną na koniec maja zmianą napięcia, datę zakończenia eksploatacji serii EN94 ustalono na 27 maja. W eksploatacji pozostawało wówczas 7 jednostek – 17+34, 23+26, 25+40 i 35. Pod koniec kwietnia, w związku z dostawą jednostki EN100-01, pudła odstawionych zespołów EN94 o numerach 08, 16, 32, 33, 37 i 39 odłączono od wózków i zestawiono z torów.
W sobotę, 21 maja 2016, zorganizowano symboliczne pożegnanie pociągów. Uruchomione zostały dwa podane do wiadomości publicznej obiegi, a obsługujące je składy 17+34 i 25+40 opatrzono okolicznościowym napisem Dziękujemy za 44 lata wspólnych podróży pociągami serii EN94.
27 maja 2016 o godz. 18:34 do Grodziska Mazowieckiego jako pociąg numer 141 przyjechał skład EN94-25+40, zaś o godz. 19:30 do bazy WKD z Komorowa dotarł skład rezerwowy 23+26. O godz. 20:04 w Grodzisku Mazowieckim bieg ukończył pociąg numer 149 z Warszawy prowadzony jednostkami EN94-17+34. Był to ostatni kurs obsłużony zespołami serii EN94.

### Losy pojazdów po zakończeniu eksploatacji

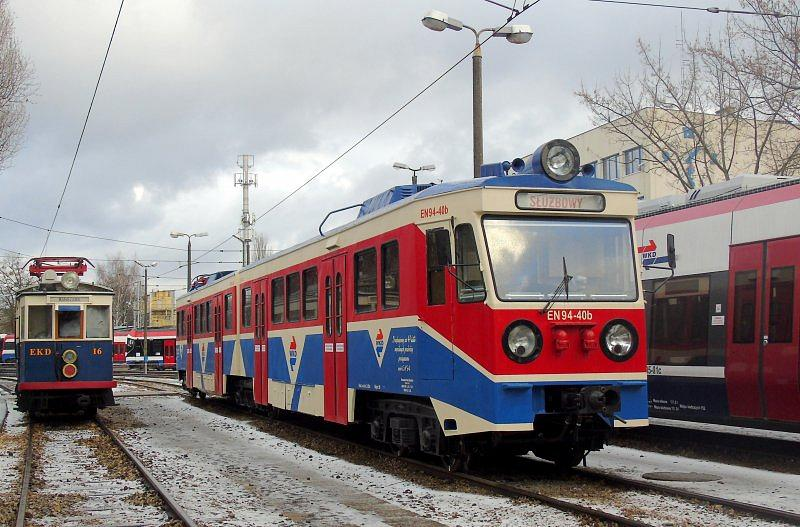
Odrestaurowany zespół EN94-40 (listopad 2016)

W chwili zakończenia eksploatacji pojazdów serii EN94 istniało 18 jednostek, z których 17 było w posiadaniu WKD. Zespoły o numerach 03, 04, 08, 15, 16, 18, 32, 33, 34, 35, 37 i 39 stały na terenie przewoźnika w Grodzisku oraz oczekiwały na skreślenie ze stanu i kasację. Pozostałych 5 składów o numerach 17, 23, 25, 26 i 40 odstawiono natomiast do tzw. zapasu. Był to jednak tylko ich oficjalny status do momentu wygaśnięcia dopuszczenia do ruchu, gdyż ich użytkowanie nie było już możliwe przez zmianę napięcia.
Pod koniec maja 2016 WKD nadal planowała zachowanie do celów muzealnych przynajmniej jednej jednostki, do czego typowany był pojazd EN94-40. Pozyskaniem wycofanych zespołów były wówczas zainteresowane również osoby prywatne oraz Stacja Muzeum.
Pod koniec czerwca 2016 została rozpoczęta renowacja zespołu EN94-40. Jego przegląd został połączony z naprawą mającą na celu zabezpieczenie jednostki przed degradacją wraz z upływem czasu. Został odświeżony wygląd składu oraz przywrócono mu stan z końca eksploatacji. Ponadto zostało zabezpieczonych kilka kompletnych pojazdów, ale nie została wówczas jeszcze podjęta decyzja które z nich pozostaną w dyspozycji WKD. Jeden zespół EN94 został zarezerwowany dla potencjalnego kupca oraz trwały rozmowy o sprzedaży pozostałych pojazdów. W połowie lipca na stanie przewoźnika pozostawało 9 jednostek. Wszystkie pojazdy, które były eksploatowane do 27 maja, poza odrestaurowywanym składem, oczekiwały wówczas na decyzję o pozostawieniu bądź sprzedaży. Pozostałe dwa zespoły o numerach 04 i 08 WKD chciało natomiast przeznaczyć do kasacji. 27 listopada, podczas dnia otwartego w lokomotywowni WKD, zaprezentowany został odrestaurowany pojazd EN94-40.
W połowie sierpnia 2016 skład EN94-26 został przetransportowany na teren lokalu Stacja Zwierzyniecka w Skierniewicach. Wówczas nowy właściciel planował, że pociąg zachowa wygląd zewnętrzny, zaś wewnątrz zostanie urządzona kawiarnia.
Na przełomie kwietnia i maja 2017 WKD wystawiła na sprzedaż jako złom jednostki o numerach 04 i 18. Pod koniec lipca przewoźnik ogłosił sprzedaż składów o numerach 23 i 35, zaś miesiąc później dokonał zmiany i w ich miejsce wskazał pojazdy 03 i 15. Pod koniec maja 2018 do złomowania skierowano zespoły EN94-08, 33 i 39.
W maju 2025 zakończyła się renowacja jednostki EN94-34 obejmująca m.in. przywrócenie fabrycznego malowania oraz wnętrza zbliżonego do fabrycznego.